# 魏敏学
魏敏学（？—），男，中华人民共和国政治人物，曾任吉林市人民政府市长，吉林省人民政府副省长，吉林省政协副主席。